# 봇넷

DDoS 공격을 보여주는 Stacheldraht 봇넷 다이어그램. 이것은 봇넷의 일종의 서버-클라이언트 모델의 예를 보여준다.

봇넷(botnet)은 인터넷에 연결되어 있으면서 위해를 입은 여러 컴퓨터들의 집합을 가리킨다. 사이버 범죄자가 트로이 목마, 또 이 밖의 악성 소프트웨어를 이용해 빼앗은 다수의 좀비 컴퓨터로 구성되는 네트워크라고 볼 수 있다.

## 합법적 봇넷
봇넷이라는 단어는 IRC(Internet Relay Chat) 봇이 여러 곳으로 연결되어 있고 다른 봇에 채널모드가 설정되어 있어 다른 유저에게 IRC 채널이 열려있을 것에 널리 쓰였다. 이것이 초기 단어의 유래이나 첫 번째 불법적 봇이 이 합법적 봇과 매우 유사하여 IRC에 설정되는데 쓰이는 공통정 봇을 eggdrop이라 한다.

## 불법적 봇넷
봇넷들은 보안방어가 파괴되어 제 3자에게 권한이 양도된 컴퓨터들을 말한다. 악성 소프트웨어에 의해 공격받아 제 3자에게 권한이 양도된 장비들을 각각 봇이라고 한다. 이 봇넷의 조정자는 열려있는 IRC 또는 HTTP와 같은 프로토콜을 통해 어떠한 활동을 지시할 수 있다.

## 봇넷 생성
전통적인 봇은 주로 메일(사용자가 스스로 봇 소프트웨어를 설치하게 유도하는 메일)이나 드라이브 바이 다운로드(drive-by download)로 호스트를 감염시킨다. 드라이브 바이 다운로드는 주로 사용자가 봇 소프트웨어를 설치하기 위해 웹 브라우저 취약점을 공격하는 웹 사이트에 방문할 경우 발생한다. 사용자가 방문한 사이트는 원래 악의적인 사이트일 수도 있고 침투 당해서 악성 코드를 포함하게 된 정상적인 사이트일 수도 있다. 반면 브라우저 기반 봇은 악성 광고나 웹 사이트를 통해 사용자를 감염시킨다.

## 같이 보기
- 봇 프로그램
- C&C (악성 소프트웨어)(Command & Control)
- 좀비 컴퓨터
- 사이버 전쟁
- 파이어세일 공격(firesale attack)
- 다이하드 4.0
- 유령 (드라마)